# A2 Ethniki 2009-2010
L'A2 Ethniki 2009-2010 è stata la 49ª edizione della seconda divisione greca di pallacanestro maschile. La 24ª edizione con il nome di A2.

## Classifica finale
| #  | Teams                    | P  | V  | P  | PF   | PS   | Pt | Qualificate |
| -- | ------------------------ | -- | -- | -- | ---- | ---- | -- | ----------- |
| 1  | Ikaros Kallithea         | 30 | 23 | 7  | 2395 | 2121 | 53 | Promozione  |
| 2  | Īraklīs Salonicco        | 30 | 23 | 7  | 2325 | 2065 | 53 | Promozione  |
| 3  | Pagrati Atene            | 30 | 19 | 11 | 2313 | 2222 | 49 |             |
| 4  | Arkadikos                | 30 | 17 | 13 | 2309 | 2312 | 47 |             |
| 5  | Olympias Patrasso        | 30 | 16 | 14 | 2545 | 2468 | 46 |             |
| 6  | K.A.O. Dramas            | 30 | 16 | 14 | 2270 | 2235 | 46 |             |
| 7  | AGO Rethymno             | 30 | 14 | 16 | 2217 | 2244 | 44 |             |
| 8  | A.O. Near East Kesariani | 30 | 14 | 16 | 2316 | 2330 | 44 |             |
| 9  | Xanthi BC                | 30 | 14 | 16 | 2384 | 2440 | 44 |             |
| 10 | A.O. Dafni               | 30 | 14 | 16 | 2233 | 2335 | 44 |             |
| 11 | Amyntas                  | 30 | 13 | 17 | 2171 | 2257 | 43 |             |
| 12 | Ikaroi Serres            | 30 | 13 | 17 | 2083 | 2115 | 43 |             |
| 13 | M.A.S. Ermīs Lagkada     | 30 | 13 | 17 | 2216 | 2281 | 43 |             |
| 14 | Ermīs Peramatos          | 30 | 13 | 17 | 2303 | 2334 | 43 | Retrocesse  |
| 15 | OFĪ Creta                | 30 | 10 | 20 | 2190 | 2281 | 40 | Retrocesse  |
| 16 | Aigaleō                  | 30 | 8  | 22 | 2219 | 2449 | 38 | Retrocesse  |